# 瀨木野站
瀨木野站（日语：／ Segino eki */?）是位於石川縣白山市瀨木野町，北陸鐵道金名線的鐵路車站（廢站）。

## 概要
在廢站前，此站是無人車站，設有1面1線的單式月台，站內設有木製小型候車室。在1984年，一日平均上下車人次39人。
車站遺址現時變為手取Canyon Road瀨木野休憩處。

## 歷史

### 年表
- 1926年（大正15年）2月1日：金名鐵道白山下至加賀廣瀨（後來名為廣瀨）之間開通，此站啟用。
- 1943年（昭和18年）10月13日：金名鐵道合併為北陸鐵道，成為北陸鐵道金名線車站。
- 1984年（昭和59年）12月12日：由於手取川橋樑（日语：金名橋）處於一個危險狀態。當天起加賀一之宮至白山下之間的金名線全線暫停營業，此站也暫停營業。
- 1987年（昭和62年）4月29日：金名線在沒有重開情況下全線廢除，此站也被廢除[2]。

### 手取福岡站
在《河内村史　上卷》（1981年發行）中，此站靠近廣瀨一方400米處曾計劃設置「手取福岡站」。
在1953年（昭和28年），河內村福岡的居民唯一的交通工具便是金名線。但是從該處前往車站，首先需要步行一公里，經過福岡第1發電廠後方，為巡視路軌而建的吊橋，隨後穿越稻田至縣道，再步行400米的斜坡才能到達，整段路需要20至30分鐘。當時福岡區長向北陸鐵道提出至少在縣道出口設置一座車站，北陸鐵道同意這個提議，更加在未建設站舍前，已有準備了印上「手取福岡」的車票。但是，設置車站位置是在瀨木野區，而瀨木野區表示拒絕提供用地（擔心如果修建手取福岡站，大半乘客會在該站下車，瀨木野站便很有可能被廢除），使這個計劃便落空了。後來，服部站和福岡橋落成後，福岡區前往金名線最近車站的所需時間大幅縮短至10分鐘。

## 相鄰車站
北陸鐵道
金名線
廣瀨－瀨木野－服部

## 注腳
1. ↑  RM LIBRARY 231 北陸鉄道金名線（寺田裕一，著：Neko出版　2018年11月1日初版）p.34 - 35
2. ↑  今尾惠介. . 日本: 新潮社. 2008年10月18日: 32. ISBN 9784107900241.

## 相關項目
- 日本鐵路車站列表 Se